# Heteromysis kossmanni
Heteromysis kossmanni is een aasgarnalensoort uit de familie van de Mysidae. De wetenschappelijke naam van de soort is voor het eerst geldig gepubliceerd in 1964 door Nouvel.